# Schloss Montfort (Salzburg)

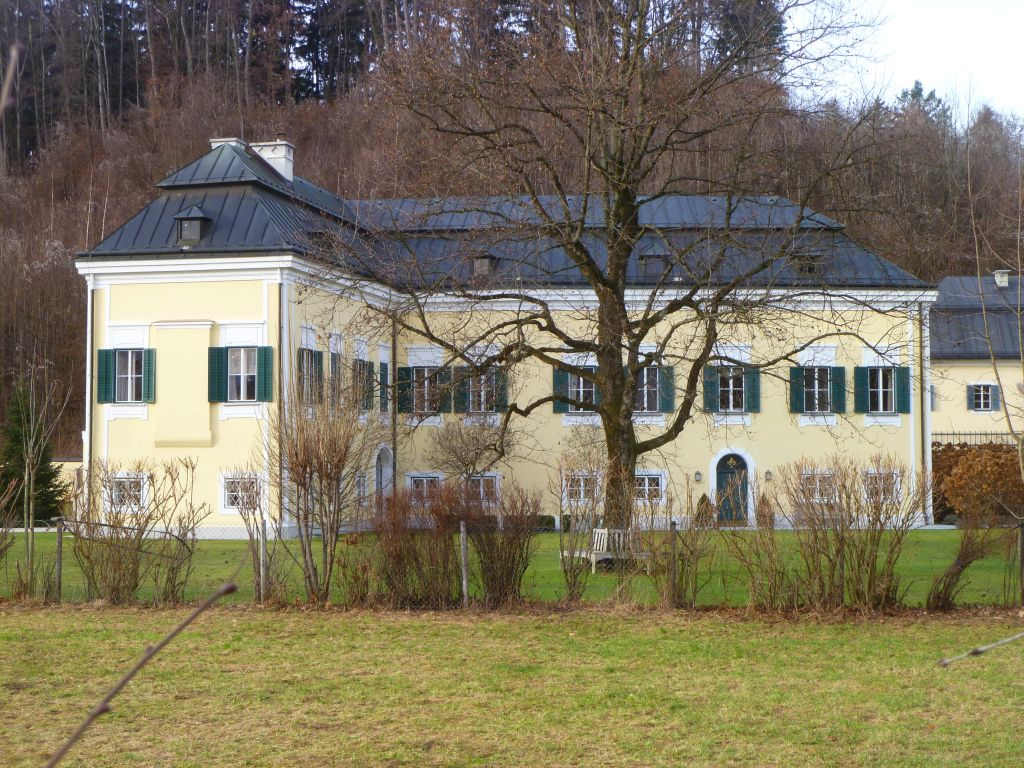
Schloss Montfort

Das Schloss Montfort steht im Stadtteil Hellbrunn von Salzburg (Montforterweg 10). Andere Bezeichnungen für das Gebäude sind Golser- oder Monforterhof.

## Geschichte

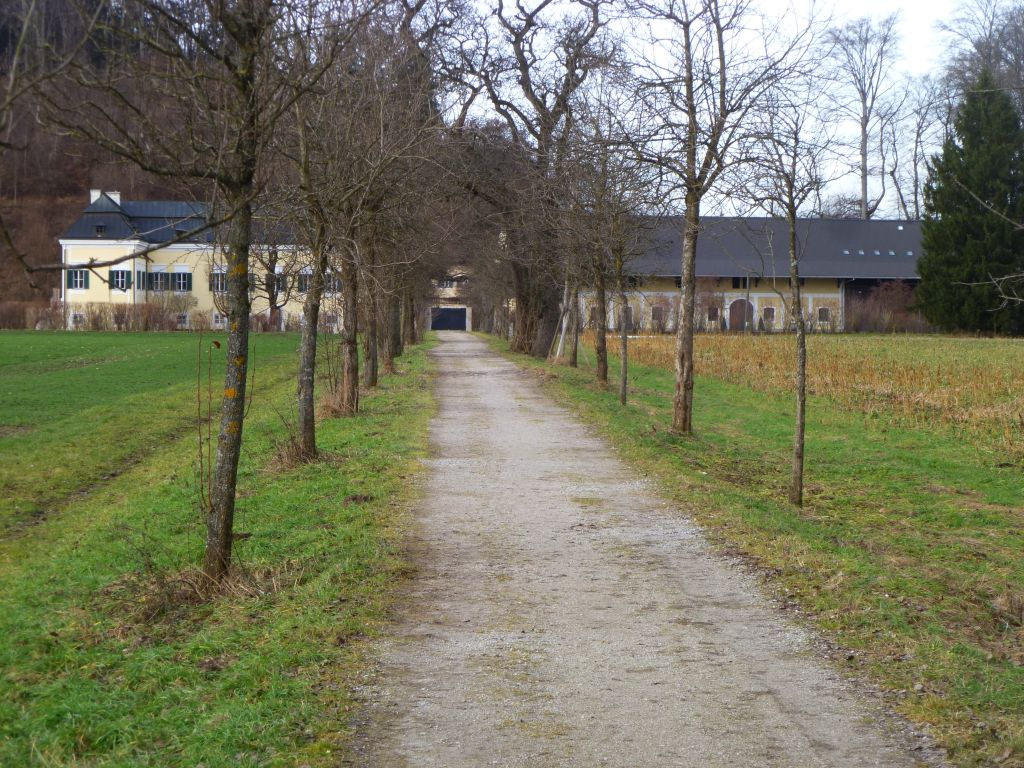
Zufahrtsallee zu Schloss

Bereits im Jahre 1334 wird im Nonnberger Urbar ein Landgut bei Gols (Gols dua Praedia) erwähnt. 1382 heißt der Besitz „hueb ze gols“. 1412 ist diese Hube im Besitz der Adelsfamilie der „Golser“, die es vom Kloster Nonnberg als Leibgedinge bekommen hatten; in deren Besitz blieb es bis 1528. Dann ging der Besitz an Lienhart Hörmann, dem Schwiegersohn der Erentraud Golser. Von dessen Nachkommen ging der Golser Hof 1606 auf Baltasar Egger über. 1650 erwarben Mathias Mayr von Pürglau und seine Frau Susanne Fabrizin den Hof von Magdalena Eggerin, Frau des Johann Helbmreicher.
1509 wird neben dem Golser Hof das Schlösschen Lüftenegg genannt, das zu einem Hauptbestandteil des späteren Montforter Hofes werden sollte. Die Schwester des Erzbischofs Johann Ernst Graf Thun Maria Anna, eine Gräfin von Montfort, geb. Thun und Hohenstein, erwarb 1699 den Golserhof und zehn Jahre später auch Schloss Lüftenegg sowie weitere umgebende Gründe. Der so zustande gekommene Besitz wurde nach dem Namen der Besitzerin Schloss Thunegg bzw. Tumeggerhof genannt. Anton III. Graf von Montfort (1670–1733) hatte – nicht zuletzt wegen eines großen Münzfälschungsskandal – im Jahre 1727 Teile der Regierungsgeschäfte auf seinem Sohn Ernst übertragen und übersiedelte 1728 mit seiner Frau Maria Anna Gräfin von Montfort von den Montfortischen Herrschaften in der Bodenseeregion nach Salzburg in den Montforter Hof, hier verstarben beide 1733. Die Gräfin von Montfort hatte 1733 den Besitz als Fideikommiss dem Geschlecht ihres Enkels Josef Graf Lodron vermacht. Sollte dieser keine männlichen Nachkommen haben, sollte es an die nächst verwandten Lodronschen bzw. Montfortschen Nachfahren kommen. 1746 folgte im Besitz Anton Graf von Montfort († 1787 als Letzter seines Namens), der dem Grafen Josef von Lodron nachgefolgt war. 1791 kaufte Hieronymus Graf von Lodron den Hof.
1791 veräußerte dieser das Schloss an Fürsterzbischof Colloredo, der die Grundherrschaft des Klosters Nonnberg tilgen ließ und den Hof für Jagdaufenthalte nutzte. Das fürstliche Jagdrevier umfasste neben dem Morzger Hügel Hellbrunn und den anschließenden Eichetwald. Um den Jagdgästen eine erfolgreiche Jagd zu garantieren, waren am Morzger Hügel und in dessen Umgebung zahlreiche Jagdeinrichtungen (kleine, in den Wald eingestreute Wildäcker und Salzwiesen). Colloredo ließ auf dem Hinteren Golserberg auch eine Gloriette errichten, von der aus der Fürsterzbischof eine wunderbare Aussicht auf die Festung Hohensalzburg und die Altstadt genießen konnte. Das Bauwerk stand auf einem etwa zwei Meter hohen Sockel mit quadratischem Grundriss mit 12 m Seitenlänge. Die Spitze der Laterne war 12 m hoch. Das im Erdgeschoß massiv erbaute Schlösschen besaß im Grundriss eine Fläche von 9 × 9 m. Der hölzerne Aussichtsturm lag 5 m über dem Gebäudefuß.
Nach dem Anschluss Salzburgs an die Habsburger Monarchie 1816 gelangte das Gut in ärarisches Eigentum der k. und k. Monarchie und wurde dem jeweiligen Kreishauptmann (das entspricht etwa dem heutigen Landeshauptmann) zur Nutzung überlassen. So bewohnten bzw. pachteten hintereinander die Kreishauptmänner Graf Welsperg, Graf Montecuccoli, Graf Stolberg und Graf Chorinsky das Schloss. 1875 kam Schloss Montfort in den Besitz von Karl Überreiter.
Schließlich kaufte 1884 Alois Graf von Arco-Stepperg den Montforterhof samt Umgebung. 1893 erbte den Besitz seine einzige Tochter Sophie Gräfin Moy de Sons. So wie das Wasserschloss Anif und die Villa Swoboda in der Keltenallee (zur Zeit Wohnsitz von Karl Habsburg-Lothringen) erbte den Montforter Hof der Neffe der Gräfin, der Kunsthistoriker Johannes Graf von Moy, dem sein Adoptivsohn Johannes Graf von Moy als Besitzer nachfolgte. Dessen Nachkommen hielten an dem Schloss fest, vermieteten es aber u. a. an Friedrich Karl Flick. 2003 wurde es dann von dessen Neffen Gert-Rudolf Flick erworben.

## Beschreibung

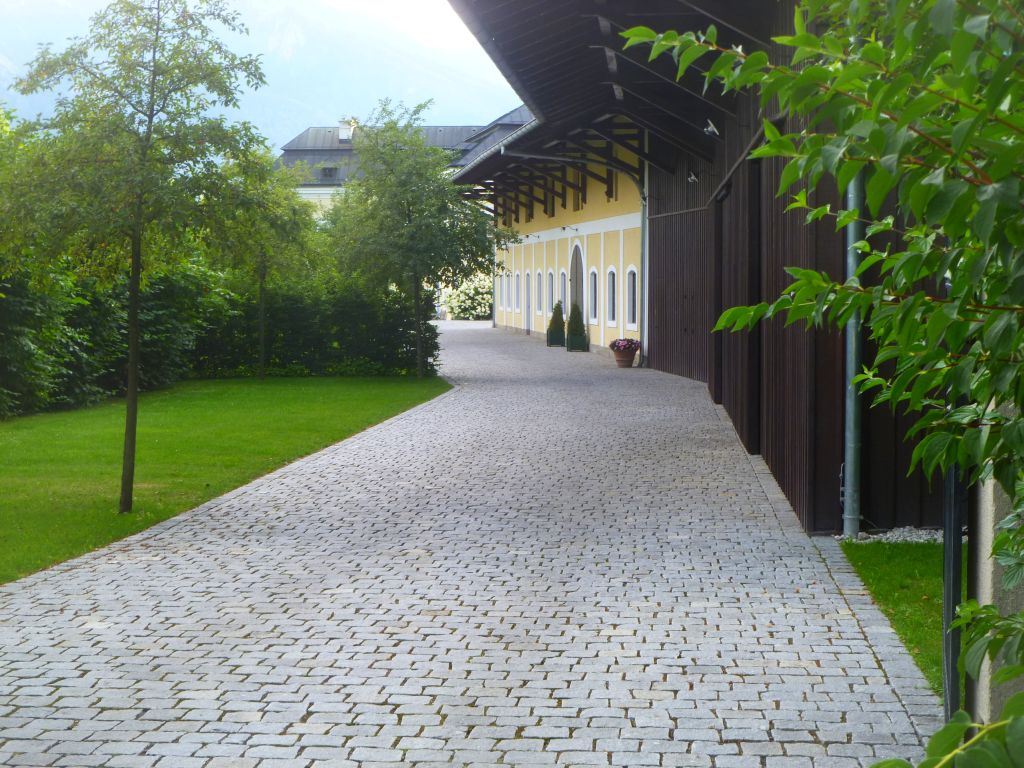
Wirtschaftstrakt

Das Schloss ist ein hakenförmiger Bau. Die zwei im rechten Winkel zueinander errichteten Trakte weisen einheitliche Fensterverputzrahmen im Obergeschoß auf. Der östliche Teil des Schlosses stammt aus dem 15. Jahrhundert, der Westtrakt aus dem 18. Jahrhundert. Um 1790 erhielt es als Jagdschloss seine heutigen Fassaden.
Zum Schloss gehört seit langem auch ein Wirtschaftstrakt mit einem Stallgebäude. Die Fortschrittlichkeit des landwirtschaftlichen Hofgebäudes (Wasserversorgung des Viehs, Fütterungsanlage, Licht) zur Zeit des Fürsterzbischofs Colloredo lobt Friedrich Graf Spaur außerordentlich. Der alte Stall besitzt reihig in sechs hintereinanderliegenden Feldern angeordnete Säulen, über denen ein Platzlgewölbe mit Gurtbögen errichtet ist. Im alten Stallgebäude war vor 1995 eine Tischlerei. Es sollte dann hier ein privates Fahrzeugmuseum eingerichtet werden, was bislang aber nicht zustande gekommen ist. Der östliche, einst vom Stall zuerst durch einen Weg getrennte Holzteil aus der Zeit nach 1800 wurde später mit dem Stall zu einem geschlossenen Bau mit einheitlichem Dach zusammengeschlossen.
Früher war das Schloss Montfort von einem 150 × 50 Meter messenden Barockgarten umgeben. In den Jahrzehnten vor 1900 wurde diese Anlage samt dem umgebenden Landschaftsgarten schrittweise
aufgelöst. Das Gebäude wurde 2006 grundlegend saniert.